# 170 років Київському національному університету (монета)
«170 ро́ків Ки́ївському націона́льному університе́ту» — ювілейна монета номіналом 2 гривні, випущена Національним банком України, присвячена одному з провідних центрів освіти і науки — Київському національному університету імені Тараса Шевченка. Заснований у 1834 році, цей заклад зробив значний внесок у справу розвитку вищої школи, науки та культури, піднесення духовності українського народу. З університетом пов'язана діяльність багатьох відомих науковців, виникнення й становлення визначних наукових ідей, шкіл.
Монету введено в обіг 26 серпня 2004 року. Вона належить до серії «Вищі навчальні заклади України».

## Опис монети та характеристики
| Номінал грн. | Метал      | Маса, г | Діаметр, мм | Якість виготовлення | Гурт     | Тираж, штук |
| ------------ | ---------- | ------- | ----------- | ------------------- | -------- | ----------- |
| 2            | нейзильбер | 12,8    | 31,0        | звичайна            | рифлений | 50 000      |

### Аверс
На аверсі монет зображено композицію у вигляді лазерного диска, у центрі якого — малий Державний Герб України, з обох боків від нього — предмети, формули, що символізують різні науки, та розміщено написи: «УКРАЇНА» (угорі півколом), «2004», «2 ГРИВНІ», та логотип Монетного двору Національного банку України.

### Реверс
На реверсі монет зображено будинок університету (1837—1843 роки, архітектор В. І. Беретті) та розміщено написи: «КИЇВСЬКИЙ НАЦІОНАЛЬНИЙ» (угорі півколом), під ним — «1834» та «УНІВЕРСИТЕТ ІМЕНІ ТАРАСА ШЕВЧЕНКА» (унизу в три рядки).

## Автори

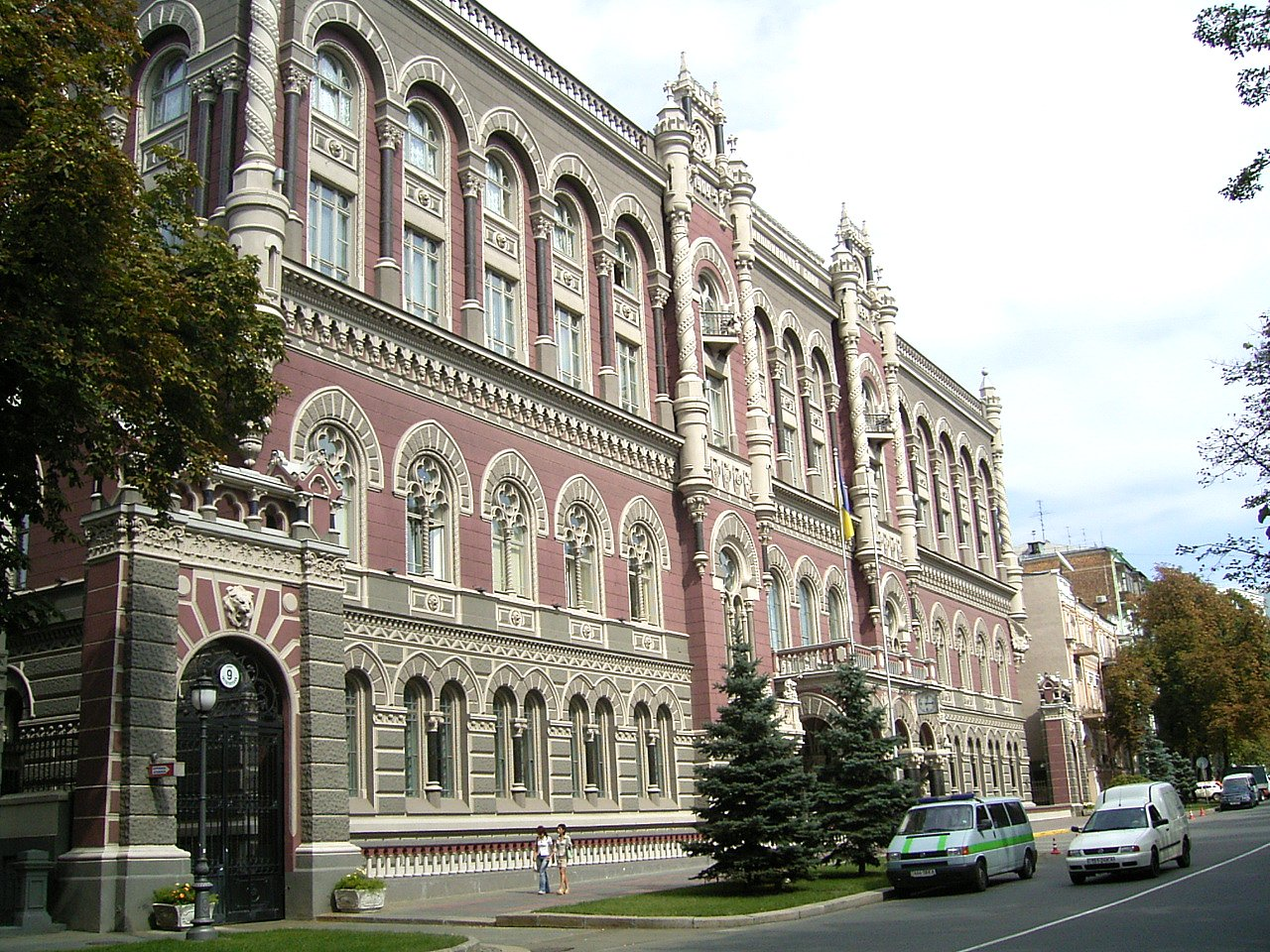
Будівля Національного банку України

- Художники: Корень Лариса, Бєляєв Сергій.
- Скульптор — Атаманчук Володимир.

## Вартість монети
Ціна монети — 2 гривні, була вказана на сайті Національного банку України в 2014 році.
Фактична приблизна вартість монети з роками змінювалася так:
| Рік        | 2010 | 2011 | 2012 | 2013 | 2014 | 2015 | 2016 | 2017 | 2018 | 2019 | 2020 | 2021 | 2022 | 2023 | 2024 | 2025 |
| ---------- | ---- | ---- | ---- | ---- | ---- | ---- | ---- | ---- | ---- | ---- | ---- | ---- | ---- | ---- | ---- | ---- |
| Ціна, грн. | 20   | 25   | 30   | 30   | 30   | 42   | 45   | 55   | 55   | 55   | 65   | 65   | 65   | 100  | 125  | 135  |